# Бойцовский клуб (роман)
«Бойцовский клуб» (англ. Fight Club) — роман американского автора Чака Паланика, выпущенный в 1996 году в США издательством «W. W. Norton & Company». В центре сюжета находится герой, страдающий бессонницей, которая вызвана неприятием общества потребления. Также причиной его недуга является недовольство тем, как понимается мужественность в американской культуре. Следуя совету своего доктора, он начинает посещать группы поддержки для больных различными заболеваниями, вследствие чего бессонница отступает. Но через некоторое время такой способ перестаёт действовать. В процессе дальнейшей борьбы с этим герой встречает таинственного человека по имени Тайлер Дёрден и создаёт подпольный бойцовский клуб как радикальную форму психотерапии.
В 1999 году Дэвид Финчер снял одноимённый фильм, главные роли в котором исполнили Брэд Питт и Эдвард Нортон. Выход фильма и большое количество положительных отзывов кинокритиков подняли популярность Паланика, укрепили его позиции и позволили начать публикацию новых романов с промотурами, на которых он читал свои новые, ещё неизданные произведения. Некоторые следующие произведения Паланика, например, рассказ «Тусовщик» из серии «Сочини что-нибудь», содержат ссылку на роман «Бойцовский клуб».

## Сюжет
Главный герой работает консультантом по страховым выплатам в компании, занимающейся производством автомобилей. Из-за своей работы он постоянно путешествует по стране. В поездках героя окружают одноразовые вещи и одноразовые люди, целый одноразовый мир. Герой мучится бессонницей, из-за которой уже с трудом откликается на реальность. Несмотря на мучения Рассказчика, доктор не прописывает ему снотворное, а советует просто отдохнуть и посещать группу поддержки для неизлечимо больных, чтобы увидеть, как выглядит настоящее страдание. Главный герой находит, что посещение множества самых разных групп поддержки улучшает его состояние, несмотря на то, что он не является неизлечимо больным.
Взяв отпуск, Рассказчик отправляется на пляж, где встречает странного молодого человека по имени Тайлер Дёрден, который создаёт с помощью брёвен тень гигантской руки, чтобы минуту посидеть рядом с совершенством. Но отдых не помогает и герой снова возвращается к единственному средству, которое спасает его от бессонницы — посещению групп поддержки для умирающих от различных заболеваний. Встречи помогают до тех пор, как их начинает посещать Марла Зингер — девушка, спасающаяся от страха смерти наблюдением за людьми, которые действительно умирают. После появления Марлы группы поддержки перестают помогать и герой снова лишается сна. Возможно, именно Марла напоминает ему, что он — обманщик, который не должен находиться в этой группе. Он начинает ненавидеть Марлу за это. После ссоры они принимают решение посещать разные группы поддержки, чтобы не встречаться друг с другом, однако к Рассказчику снова возвращается бессонница.
Вскоре, во время одной из поездок героя, его багаж с набором необходимых вещей заподозрили в наличии взрывчатки и задержали на другом конце страны. В его квартире происходит взрыв, полностью её уничтожающий. Все вещи Рассказчика, вся его мебель, его жизнь уничтожены в пламени взрыва. Рассказчику некуда идти, и он отправляется к своему единственному знакомому — Тайлеру. После вечера в баре, на стоянке у этого бара, Тайлер просит Рассказчика ударить его: «Я хочу, чтобы ты врезал мне изо всей силы». Постепенно неуклюжий обмен ударами перерастает в драку, в которой оба участника выплёскивают свои проблемы и дерутся не друг с другом, а со своими проблемами, наслаждаясь дракой. Вскоре к главным героям присоединяются другие люди, позже эта «группа для драк» перебирается в подвал бара и превращается в «бойцовский клуб». В это же время главный герой перебирается к Тайлеру, в заброшенный и полуразвалившийся дом на Пэйпер Стрит. В клубе есть свои правила, нарушать которые не смеет никто, — даже его организаторы:

1. Никому не рассказывать о бойцовском клубе.
2. Никогда никому не рассказывать о бойцовском клубе.
3. Если противник потерял сознание или делает вид, что потерял, или говорит «Хватит» — поединок окончен.
4. В схватке участвуют только двое.
5. Не более одного поединка за один раз.
6. Бойцы сражаются без обуви и голые по пояс.
7. Поединок продолжается столько, сколько потребуется.
8. Новичок обязан принять бой.

Оригинальный текст (англ.)
1. You don't talk about fight club.
2. You don't talk about fight club.
3. When someone says stop, or goes limp, even if he's just faking it, the fight is over.
4. Only two guys to a fight.
5. One fight at a time.
6. They fight without shirts or shoes.
7. The fights go on as long as they have to.
8. If this is your first night at fight club, you have to fight.

— 8 правил бойцовского клуба
Медленно Тайлер вводит Рассказчика в свой мир и свой круг общения. Так герои несколько раз оказываются на различных приёмах (где выступают в качестве прислуги), где занимаются мелким хулиганством (например, испражняются в чужой суп). Тем временем «Бойцовский клуб» набирает популярность, его филиалы открываются по всей стране. Со временем Тайлер убеждает героя, что этого мало и нужны более веские методы воздействия на окружающий мир. Так у воспитанников клуба появляются «домашние задания», которые они должны беспрекословно выполнять (в основном это различные акты вандализма, например, подраться с первым попавшимся человеком на улице, выкинуть в окно телевизор и т. д.). Постепенно мужское увлечение превращается в подпольную организацию.
Решив покончить с собой, Марла глотает снотворное и звонит Рассказчику, но трубку снимает Тайлер. Он привозит её к себе, спасает от самоубийства и вступает в половую связь, чем вызывает странную зависть у Рассказчика. Тем временем, под лозунгами борьбы с современным обществом «белых воротничков», клуб превращается в проект «Разгром». Тайлер начинает крупномасштабную подготовку бойцов. Для этого заброшенное здание, где живут герои, превращается в полигон, где воспитанники проходят суровую военную подготовку. После нескольких акций вандализма, начинается охота на местных чиновников, где им ампутируют половые органы (в знак назидания и урока для других). Кроме того, боевиками готовится мощный террористический акт. В проекте «Разгром» также действует ряд правил:

1. Не задавать вопросов о проекте «Разгром».
2. Никогда не задавать вопросов о проекте «Разгром».
3. Оправдания не принимаются.
4. Не лгать.
5. Тайлер всегда прав.

Оригинальный текст (англ.)
1. You don't ask questions.
2. You don't ask questions.
3. No excuses.
4. No lies.
5. You have to trust Tyler.

- Цель проекта — уничтожение современной цивилизации.
- Проект состоит из пяти комитетов: Разбоя, Поджогов, Налётов, Неповиновения и Дезинформации.

— Правила проекта «Разгром»
Однажды Тайлер надолго исчезает и рассказчик пытается найти его и для этого объезжает несколько городов, где находит другие подпольные клубы, в которых его принимают за Тайлера. После разговора с Марлой, герой осознаёт страшную правду: он и Тайлер — это одно лицо. Тайлер — это альтер эго героя, которое несколько раз брало над ним верх и он не осознавал, что делает (он сам взорвал свою квартиру и сам с собой дрался на стоянке за баром).
Вскоре героя начинает пугать деятельность организации, особенно после того, как во время одной из операций организации погибает Боб — друг Рассказчика, с которым он познакомился, посещая группу поддержки, и герой решает окончательно покончить с организацией.
Неожиданно появляется Тайлер и подтверждает догадки героя. Альтер эго героя планирует взорвать небоскрёб, используя самодельные бомбы, созданные проектом «Разгром»; однако, фактическая цель взрыва — стоящий по соседству национальный музей. Тайлер планирует умереть как мученик во время этого теракта, убив также и Рассказчика. Не осознавая, что Тайлер — часть его разума, герой пытается остановить его от совершения теракта. Через некоторое время он впадает в беспамятство, а когда приходит в себя, то видит, что находится в окружении своих же воспитанников. Здесь же появляется Тайлер, и после непродолжительной беседы герой понимает, что единственный способ остановить его, — это убить самого себя. Герой направляет пистолет себе в рот и стреляет.
Герой не погиб, и попал в психбольницу. Не осознавая этого, герой уверен, что умер и попал в рай. Он встречается с Богом (который описывается, как главврач), а также узнаёт, что теракт не удался. В какой-то момент он видит нескольких боевиков организации, которые выполняют функции служащих и уборщиков. Один из них шепчет герою, что они ждут его возвращения.

## Персонажи
- Рассказчик (англ. Narrator) — главный герой романа. Работает консультантом по страховым выплатам в компании, занимающейся производством автомобилей. Страдает от бессонницы, борется с ней, посещая группы поддержки для больных различными заболеваниями. Нигде в романе не упоминается его настоящее имя. Некоторые читатели называют его «Джо», так как он постоянно использует это имя в некоторых своих фразах, таких как «Я — точка кипения Джо» или «Я — полная невозмутимость Джо». Подобные фразы герой прочитал в старых номерах журнала «Ридерз Дайджест», где человеческие органы пишут о себе в первом лице, например, «Я — печень Джо». В фильме «Джо» изменено на «Джек», вследствие чего некоторые поклонники называют героя «Джеком». В романе и фильме он использует псевдонимы, посещая группы поддержки. Подсознание Рассказчика нуждается в свободе, он чувствует, что заперт в своём собственном теле, поэтому когда появляется Тайлер Дёрден, он оказывается наделён всеми теми качествами, в которых испытывал нехватку сам: «Мне многое нравится в Тайлере Дёрдене. Его смелость и смекалка. Его выдержка. Тайлер — забавный, обаятельный, сильный и независимый. Люди верят ему, верят, что он изменит мир к лучшему. Тайлер — свободный и независимый. А я — нет»[2].
- Тайлер Дёрден (англ. Tyler Durden) — харизматичный молодой человек, разработавший очень странную, нигилистическую, неолуддистскую и анархо-примитивистскую философскую систему. Работает механиком в кинотеатре, где вклеивает кадры порнографии в плёнки семейных фильмов, официантом на приёмах, где вредит клиентам, например, помочившись в еду, а также варит на продажу высококачественное мыло из человеческого жира, который он крадёт из клиник по липосакции. Обладает многими необычными знаниями, например, знает, как сделать взрывчатку, напалм или нервно-паралитический газ. Живёт в пустующем доме, по адресу 5123 NE Paper street. Он соучредитель бойцовского клуба, так как именно драка с Рассказчиком, спровоцированная им, привела к идее создания клуба. Позже он создал проект «Разгром», в котором вместе с другими участниками совершает разбойные нападения и террористические акты. Тайлер — блондин («он, как всегда, красив красотой ангела-блондина»[2]). Позже он становится антагонистом романа.
- Марла Сингер (англ. Marla Singer) — женщина, посещающая группы поддержки вместе с Рассказчиком. Последний перестаёт получать нужный лечебный эффект от посещений групп поддержки, так как узнаёт, что Марла фальсифицирует свои проблемы со здоровьем, как и он сам. После того как Рассказчик перестаёт посещать группы, он встречает её снова, когда та становится возлюбленной Тайлера. Марла является крайне неприятной и невнимательной, а также склонной к суициду, хотя время от времени и показывает свою более мягкую и заботливую сторону. Подозревает у себя рак груди. Зарабатывает деньги, воруя вещи из прачечных и продавая их скупщику. Живёт в отеле «Регент».
- Роберт «Большой Боб» Полсон (англ. Robert «Bob» Paulson) — вместе с Рассказчиком ходит в группы поддержки для больных раком яичка. Бывший трижды женатый бодибилдер-миллионер, в романе из-за приёма гормональных препаратов и удаления яичек является растолстевшим человеком. Его фигура изменилась по женскому типу, а голос стал более высоким и мягким. Впоследствии вошёл в «бойцовский клуб». Рассказчик оказывает поддержку Бобу, а после прекращения посещений групп поддержки встречает его в бойцовском клубе. Боб погиб во время выполнения очередной операции проекта «Разгром».
- Ангельское Личико (англ. Angel Face) — молодой человек, который присоединяется к бойцовскому клубу. Он первым присоединяется к проекту «Разгром» и очень лоялен к нему, вандализм вызывает у него улыбку. Ему нравится, когда его преступления попадают в сводку новостей. Обладает, как предполагается, красивым (ангельским) лицом — отсюда и его прозвище: с языка оригинала его можно перевести как «ангельское лицо» или «лицо ангела». Красавец-блондин оказывается избит Рассказчиком во время одного из боёв в клубе, после чего Рассказчик заявляет, что «хотел разрушить что-то красивое».
- Начальник Рассказчика — непосредственный руководитель Рассказчика в компании, занимающейся производством автомобилей. Он даже немного нравится Рассказчику, но совсем не нравится Тайлеру. Поэтому Тайлер убил его в собственном офисе, залив самодельный напалм в трубку монитора его компьютера, вследствие чего компьютер взорвался.

## История

### История создания
К написанию романа Паланика вдохновила драка, в которой он участвовал во время поездки в летний лагерь.
Несмотря на то, что у него были ушибы и синяки, его коллеги предпочли не спрашивать, что с ним произошло в поездке. Именно их нежелание знать, что случилось, вдохновило писателя на написание романа «Бойцовский клуб».
Паланик сначала пытался выпустить роман «Невидимки», но издатель не согласился опубликовать его, посчитав слишком возмутительным. Поэтому писатель сконцентрировался на написании «Бойцовского клуба», стараясь сделать его ещё более возмутительным назло издателю. Первоначально «Бойцовский клуб» был издан в виде рассказа на семь страниц в сборнике «Pursuit of Happiness», но позже Паланик расширил его до полноценного романа (в котором оригинальный короткий рассказ стал шестой главой).
«Бойцовский клуб» был переиздан в 1999 и 2004 годах. Последний выпуск включал в себя предисловие автора про успех самого романа и его экранизации. Автор объяснил успех так: «Книжные магазины были заполнены такими книгами как „Клуб радости и удачи“, „Божественные тайны сестричек Я-Я“ и „Лоскутное одеяло“. Все эти романы представили социальную модель для женщин. Но не было романов, которые представили бы новую социальную модель для мужчин». Позже он пояснил: «В действительности то, что я написал, было просто немного обновлённым романом „Великий Гэтсби“. Это был „апостольский“ роман — где выживающий апостол рассказывает историю своего героя. Есть двое мужчин и женщина. И один мужчина, герой, погибает от пули».

### Культурное влияние
Оригинальный выпуск «Бойцовского клуба» в твёрдом переплёте был хорошо принят критикой. В 1999 году сценаристы Джим Улс, Огаст Олсен и сопродюсеры Конор Стрэйт и Аарон Керри присоединились к режиссёру Дэвиду Финчеру, чтобы снять одноимённый фильм. Картина провалилась в кинопрокате, однако само известие о предстоящем выходе фильма с участием актёров Брэда Питта и Эдварда Нортона вызвало ажиотаж в книготорговле США, который вкупе с небольшими на тот момент тиражами книги привёл к значительному повышению её розничной цены — цена издания в твёрдом переплёте достигала 75 долларов за экземпляр, а с автографом писателя — 105 долларов.
В различных интервью на вопрос поклонников о том, где находится реальный бойцовский клуб, Паланик настаивает, что в реальности подобной организации не существует. Однако он слышал о реальных бойцовских клубах, которые существовали до выхода романа. В предисловии романа автор говорит о том вреде, что привносит в общество произведение «Бойцовский клуб». Так, в книге «Фантастичнее Вымысла», Паланик пишет, как один молодой человек рассказал писателю, что ему понравилось, когда в романе официанты портят пищу посетителей. «Маргарет Тэтчер отведала мою сперму» — сказал он Паланику. Кроме того, проект «Разгром» отчасти основан на организации Cacophony Society, членом которой был писатель ещё до начала писательской карьеры; некоторые события, которые происходили с Палаником, когда он входил в организацию, также нашли отражение в романе.
Культурное влияние «Бойцовского клуба» выражается также в том, что организации американских подростков и компьютерщиков создали собственные бойцовские клубы.
Такие описанные в романе злые шутки как порча еды в ресторане повторили поклонники Паланика в реальной жизни, о чём писатель написал в своём эссе «Обезьяньи привычки», которое позже вошло в сборник «Фантастичнее вымысла». Другие поклонники наоборот были вдохновлены на прообщественную деятельность; они рассказали Паланику, что после прочтения романа решили вернуться в колледж. В 2004 году «Бойцовский клуб» был поставлен на театральной сцене в виде мюзикла усилиями Паланика, Финчера и Трента Резнора.
Драматическая версия была написана Диланом Йетсом, а поставлена в городах Сиэтл и Шарлотт (Северная Каролина).
Принято считать, что ставшее популярным в 2016 году словосочетание «поколение снежинок» происходит от употребления слова «снежинка» в романе:
|  | Ничего в тебе особенного нет. Вовсе ты не снежинка, прекрасная и уникальная. |

## Мотивы
В двух местах в романе Рассказчик заявляет, что хочет «подтереться Моной Лизой»; Механик, который присоединяется к бойцовскому клубу, также однажды советует ему это сделать. Этот мотив показывает стремление героя к хаосу, что позже явно выражается в его желании «разрушить что-то красивое». Кроме того, он говорит однажды, что «ничего не статично, даже Мона Лиза разваливается». Литератор из университета в Калгари Пол Кеннетт утверждает, что желание хаоса является результатом эдипова комплекса — Рассказчик, Тайлер и Механик испытывают ненависть к своим отцам. Это наиболее ярко выражено в сцене, в которой появляется Механик:

Механик говорит: "Если ты американец мужского пола и христианского вероисповедания, то твой отец — это модель твоего Бога. А если ты при этом не знаешь своего отца, если он умер, бросил тебя или его никогда нет дома, что ты можешь знать о Боге?"

...

По мнению Тайлера, если Бог обращает на тебя внимание, потому что ты ведёшь себя плохо, то это всё же лучше, чем если ему вообще на тебя наплевать. Возможно, потому что Божья ненависть всё же лучше Божьего безразличия.

Если у тебя есть выбор – стать врагом Бога или стать ничтожеством, – что выберешь ты?

По мнению Тайлера Дёрдена мы – нежеланные дети Божьи. Для нас в истории не оставлено места.

Если мы не привлечём к себе внимания Бога, то у нас нет надежды ни на вечное проклятие, ни на искупление грехов.

Что хуже: ад или ничто?

Мы можем обрести спасение, только если нас поймают и накажут.

"Сожги Лувр, — повторяет механик, — и подотрись Моной Лизой. Так, по крайней мере, Бог будет знать твоё имя".— Бойцовский клуб, С. 141
Кеннетт также утверждает, что Тайлер хочет использовать этот хаос так, чтобы «нежеланные дети Божьи» имели какое-то историческое значение, пусть даже это закончится «вечным проклятием или искуплением грехов». Это в фигуральном смысле вернёт их отцов, поскольку оценка будущими поколениями заменит оценку их отцами.
После прочтения статей «Ридерз Дайджест», написанными от лица человеческих органов, принадлежащих некоему Джо, Рассказчик начинает использовать подобные формулировки, чтобы описать свои чувства, зачастую заменяя внутренние органы органами чувств и вещами, окружающими его в повседневной жизни («Я — кровавая месть Джо»).
Васильковый цвет впервые появляется в романе как цвет галстука босса Рассказчика и позже используется как цвет, символизирующий босса. Далее упоминается, что у него глаза такого же цвета. В официальном русском переводе романа васильковый цвет (cornflower blue) переводится как голубой. Данные упоминания о васильковом цвете являются первыми из множественного использования этого цвета в последующих романах писателя.
Изоляционизм, направленный на материальные вещи и имущество, встречается на протяжении всего романа. Тайлер действует как главный катализатор разрушения тщеславия и поиска своего внутреннего Я. «Я покончил с жаждой физической власти и собственническим инстинктом, — шепчет Тайлер, — потому что только через саморазрушение я смогу прийти к власти над духом».

## Темы
Большая часть романа показывает, сколько мужчин в современном обществе неудовлетворены состоянием мужественности. Герои романа отличаются тем, что многие из них были выращены и воспитаны матерями, потому что их отцы или бросили семью или развелись. В результате герои видят себя «поколением мужчин, воспитанных женщинами». В их жизни не хватает мужского воспитания для формирования их мужественности. Это соединяется с темой общества потребления, поскольку мужчины в романе рассматривают свой «инстинкт вложения средств в IKEA» как очередной шаг на пути к феминизации мужчин в матриархальной культуре. Тема общества потребления, показанная в романе, очень хорошо обоснована Рассказчиком тягой к покупкам в квартиру: «Ты покупаешь мебель. Ты уверяешь сам себя, что это — первая и последняя софа, которую ты покупаешь в жизни. Купив её, ты пару лет спокоен в том смысле, что как бы ни шли дела, а уж вопрос с софой, по крайней мере, решён. Затем решается посудный вопрос. Постельный вопрос. Ты покупаешь шторы, которые тебя устраивают, и подходящий ковёр. И вот ты стал пленником своего уютного гнёздышка, и вещи, хозяином которых ты некогда был, становятся твоими хозяевами».
Профессор Джесси Кавадло, из Маривильского университета в Сент-Луисе, в выпуске литературного журнала «Stirrings Still» утверждал, что неприятие Рассказчиком тенденции ослабления мужчин — это лишь способ выделиться, и проблема, с которой он борется, является его собственной. Он также утверждает, что Паланик использует экзистенциализм в романе, чтобы скрыть подтексты феминизма и романтики, дабы передать эту концепцию в романе, который главным образом нацелен на мужскую аудиторию. Паланик намного проще характеризует тему романа, заявляя, что «все мои книги об одиноком человеке, который ищет, к кому бы прибиться».
Пол Кеннетт утверждает, что драки Рассказчика с Тайлером, являющиеся борьбой с самим собой и происходящие в отеле прямо перед боссом — это способы самоутвердиться в качестве своего собственного босса. Кеннетт утверждает, что эти драки олицетворяют трудности, которые испытывает пролетариат в руках вышестоящей капиталистической власти, и, утверждаясь в способности к созданию такой же власти, герой, таким образом, становится своим собственным владельцем. Позже, когда бойцовский клуб уже сформирован, все участники одеваются и выглядят одинаково, им позволяется символически драться друг с другом и получить такую же власть.
Кеннетт говорит, что Тайлер тоскует по патриархальной власти, захватившей его мысли, и создаёт проект «Разгром» для достижения этой власти. При помощи статуса лидера этого проекта, Тайлер использует свою власть, чтобы стать «Богом/Отцом» для «обезьянок-астронавтов», которыми являются другие члены проекта «Разгром» (хотя к концу романа он больше говорит, нежели делает из-за угрозы «обезьянок-астронавтов» кастрировать Рассказчика, когда тот встаёт против Тайлера). Согласно Кеннетту, это противоречит выдвигаемой Тайлером идее о том, что мужчины, которые хотят стать свободными от отцовского управления, смогут реализовать это, когда сами станут отцами. Эта новая структура заканчивается тем, что Рассказчик устраняет Тайлера, позволяя себе самому определять свою свободу.
«Бумажная улица», на которой располагается дом Тайлера Дёрдена, является игрой слов, так как термин «бумажная улица» (paper street) означает улицу, изображённую на карте, но фактически не существующую. Йоханнес Хелл утверждает, что использование Палаником сомнамбулизма Рассказчика — простая попытка выделить опасные, но всё же смелые возможности жизни. Хелл настаивает на важности лунатизма и значительных утрат Рассказчика, поскольку они имеют устойчивое влияние на переживания читателей. С обратной точки зрения, это, в некотором роде, утешение для всех, кто страдает в некой степени лунатизмом, так как это им показывает, что всё может быть намного хуже.

## Критика
Боб Майклз из Amazon.com сравнивает роман Паланика с такими книгами английского писателя Джеймса Балларда, как «Кокаиновые ночи» и «Автокатастрофа». Критик находит схожесть между этими книгами в том, что они видят безопасную повседневную жизнь как еле удерживающуюся крышку на кипящем котле преступного мира и человеческой жестокости. Но если персонажи Балларда просто получают наслаждение от организации автокатастроф, то герои Паланика организовывают кровавые бои и продают мыло, чтобы финансировать анархию и гибель мира. Авторы используют одинаковые ингредиенты, но готовят при разных температурах. Если британец остаётся равнодушным к своим героям, отстраняется от них, анализирует, но исключает любую возможность соотнесения себя с ними, то Паланик несчастлив, если находится не в центре романа, полностью срастаясь в единое целое со своими героями.
Томас Гайган с интернет-портала «Booklist Online» видит «Бойцовский клуб» в качестве целого мира, изощрённого мира, не имеющего ничего общего с привычным нам миром. Здесь, по словам критика, молодые люди могут найти тепло и поддержку только в группах поддержки для неизлечимо больных, после чего они собираются в подвале, где дерутся с незнакомцами пока могут. Это мир, где никого не заботит, жив он или уже умер. Гайган сравнивает эффект, производимый первым романом Паланика с тем, как каждое поколение пугает и шокирует своих родителей. Автор утверждает, что «Бойцовский клуб» — это мрачная и тревожащая книга, которая настраивается на новое поколение и, вероятно, способна ужаснуть родителей подростков. В целом, критик считает роман очень сильным для первого опыта в карьере писателя.
В издании «Kirkus Reviews» книгу охарактеризовали следующим образом: «Брутальный и безжалостный дебютный роман Паланика поднимает шик анархии до совершенно нового уровня. Бросающий в дрожь, конфронтационный роман, который является также цинично-умным и написанным в агрессивном стиле. Эта блестящая частица нигилизма преуспевает там, где большинство трансгрессивных романов теряются».
Автор рецензии на сайте «Barnes & Noble» написал: «Возмутительный, мрачно-комический первый роман Чака Паланика является жёстким напоминанием, что в каждом из нас есть частица, способная сыграть в апокалипсис».
На страницах журнала «Publishers Weekly» роман не рекомендуется слабонервным, так как содержит описание изготовления мыла из человеческого жира, порчи еды официантами в ресторанах и создания организации, целью которой является установление анархии на земле. В связи с этим автор статьи называет роман апокалиптическим. Он также считает Паланика опасным автором, готовым пойти на риск, включив в роман жёсткую иронию, особенно причудливые повороты сюжета, едкость, возмутительность, рискнув тем самым оскорбить всех, кого только можно. По мнению критика это сильное, тревожное и необычайно оригинальное творение писателя заставит даже самого пресытившегося читателя сидеть и читать.
В объёмном обзоре романа критиком Грегом Бёркманом из издания «The Seattle Times» утверждается, что «Бойцовский клуб» является удивительным дебютом, разрушающим заблуждения 1980-х годов о непринуждённости и комфорте корпоративного образа жизни. В целом, роман характеризуется как «мрачная, тревожная и нервирующая сатира на беловоротничковое общество». Бёркмана удивляет та смертельная серьёзность, с которой роман настаивает на возможности анархического национального кошмара. Критик считает, что Паланик видит угрозу, находящуюся в самом сердце корпоративной Америки.
Литературный критик Лев Данилкин написал обзор романа для журнала «Афиша». На вопрос о том, что лучше, книга или фильм, Данилкин отвечает, что сначала обязательно нужно прочитать роман. Более того, критик считает, что она должна иметься в библиотеке каждого мужчины, ибо когда-нибудь, да пригодится, словно Библия мужчины. Автор обзорной статьи сравнивает роман с сабельной атакой и звёздным десантом, говоря, что он написан специально для мужчин — этим и выделяется среди подавляющего большинства книг, нацеленных на женскую аудиторию. По мнению Данилкина, «роман создал новый социальный образ для мужчин с призывом истребить в себе гламурного мужчинку, морячка с рекламы туалетной воды».

## Награды
Роман получил следующие награды:
- 1997 Pacific Northwest Booksellers Association Award[28]
- 1997 Oregon Book Award в номинации «Лучший роман»

## Издания
Первое американское издание романа в твёрдом переплёте было выпущено нью-йоркским издательством «W. W. Norton & Company» в августе 1996 года. В 2005 году была переиздана в мягком переплёте с такой же обложкой. Впервые же в мягком переплёте книга была издана в 1997 году издательством «Owl Books», дважды переиздавалась в 1999 году (с обложкой из фильма) и в 2004 году (с новым введением автора). Кроме того, в 1999 году издательством «Tandem Books» было выпущено издание для школ и библиотек. Также роман дважды вышел в виде аудиокниг в 1999 и 2008 годах.
В России изданием книги занимается компания «АСТ». Впервые книга была выпущена в 2002 году в твёрдом переплёте, а затем ещё четырежды переиздавалась в период с 2003 по 2010 год. Первое издание в мягком переплёте появилось на свет в 2006 году, после чего ещё трижды переиздавалась в период с 2008 по 2010 год. Кроме того, в 2008 году книга вышла от владимирской издательской компании ВКТ. Дважды вышла в виде аудиокниг: в 2006 году от компании «Аудиостудия Метрополия» (текст читает Денис Земцов) и в 2011 году от компании «Астрель» (текст читает Семён Мендельсон). Официальный перевод книг, выпущенных издательством «АСТ», выполнил Илья Кормильцев.

## Продолжение
В 2013 году, на фестивале Comic-Con, Чак Паланик объявил работу над продолжением к «Бойцовскому клубу», которое выйдет в форме графического романа. На своём официальном фан-сайте Паланик сообщил:

Скорее всего, это будет серия книг, продолжающая историю спустя 10 лет после кажущейся смерти Тайлера Дёрдена. Теперь Тайлер рассказывает историю, скрываясь внутри Джека, готовый вернуться вспять. Джек ничего не замечает. Марла скучает. Их любовная лодка разбивается о рифы мещанской тоски. И только когда Тайлер похищает их сына, Джеку приходится вернуться в прежний мир хаоса.
Оригинальный текст (англ.)It will likely be a series of books that update the story ten years after the seeming end of Tyler Durden. Nowadays, Tyler is telling the story, lurking inside Jack, and ready to launch a come-back. Jack is oblivious. Marla is bored. Their marriage has run aground on the rocky coastline of middle-aged suburban boredom. It’s only when their little boy disappears, kidnapped by Tyler, that Jack is dragged back into the world of Mayhem.
— Los Angeles Times

### Комментарии
1. ↑  В романе название клуба написано строчными буквами; с начальными заглавными буквами написано только название книги. В этой статье «бойцовский клуб» обозначает название клуба, а «Бойцовский клуб» — название романа.
2. ↑  Первые два правила как бойцовского клуба, так и проекта «Разгром» на языке оригинала звучат абсолютно одинаково для акцента на этом правиле, для большей выразительности. В переводе на русский язык во втором правиле появилось слово «никогда». Фанаты романа и фильма превратили первые два правила в мем, который затем перерос в популярное, немного изменённое выражение «Вы не говорите о бойцовской клубе» («You do not talk about fight club»), основанное на варианте из фильма.
3. ↑  Вскоре после того, как третье правило было введено, его исключили из списка, вследствие чего другие правила были сдвинуты в списке на один номер вверх. Данное правило упоминается Рассказчиком в первый раз, когда он формулирует правила, но его не упоминает Тайлер, когда оглашает список правил. Тайлер также добавляет восьмое правило, которое становится седьмым в его версии правил. Возможно такая ситуация сложилась просто вследствие ошибки, хотя также возможно, что Тайлер изменил правила, чтобы позволить Рассказчику нарушать третье правило по ходу романа. По другой версии причиной этому послужило то, что первый вариант правил легче для бойцов, чем исправленный, которые придумал более агрессивный Тайлер, чтобы сильнее влиять на Рассказчика.
4. ↑  Позже в романе механик говорит Рассказчику о двух новых правилах бойцовского клуба: никто не может находиться в центре бойцовского клуба за исключением двух бойцов; бойцовский клуб всегда будет бесплатным.